# 林幻
林 幻（はやし げん、1983年11月24日-）は、地方競馬の船橋競馬場所属の調教師、元騎手。地方競馬教養センター騎手課程第75期生。本名は下藤（かとう）幻だが、登録名は林幻である。

## 来歴
中央競馬の騎手を志し、中学校卒業時に競馬学校を受験するが不合格となり高校に進学。高校在学中に地方競馬教養センターの騎手課程に合格。
2002年3月31日付けで地方競馬騎手免許を取得し、函館喜弘厩舎からデビュー。同年4月16日第1回船橋競馬1日目第2競走C3七組条件戦パダンパダンで初騎乗（10頭立て9番人気10着）。同年6月26日第4回船橋競馬1日目第3競走C3四組条件戦をトキノマックスで優勝（9頭立て1番人気）し、初勝利。
2004年3月22日第18回全日本新人王争覇戦出場（12人中2位）。
2004年6月7日函館喜弘調教師が事故により死去。その死をきっかけにアメリカ遠征を志すようになり渡米、2006年6月9日からキーンランド競馬場で研修を開始した。同年11月25日にフージャーパーク競馬場で初騎乗（10頭立て7着）を果たすと翌2007年1月25日にケンタッキー州ターフウェイパーク競馬場でNational Day（ナショナルデイ）に騎乗し優勝（7番人気）、渡米後23戦目で海外初勝利を挙げた。
同年4月にはオークローンパーク競馬場で行われたG2アーカンソーダービーでの騎乗を果たした。同年12月にビザの期限が切れ、日本へ帰国した。アメリカでの成績は172戦11勝・2着10回・3着27回だった。
2009年7月17日第4回川崎競馬5日目第4競走C3一組二組三組条件戦をキャッスルオリオンで優勝（13頭立て3番人気）し、地方競馬通算100勝達成。
2014年7月29日～10月23日の間、ホッカイドウ競馬の山田和久厩舎に所属し期間限定騎乗をした。
2016年9月21日付けで渡邊薫厩舎から千葉県騎手会へ所属変更。同年9月30日船橋競馬第7競走コスモス賞3歳選抜馬条件戦をカスタネットで優勝（12頭立て1番人気）し、2839戦目で地方競馬通算200勝達成。
平成29年度第3回調教師免許試験に合格し、2018年4月1日付けで調教師となる。
2023年9月13日若武者賞をグラッシーズマンで制し、調教師として重賞初制覇を飾った。

## 主な管理馬
- グラッシーズマン（2023年若武者賞）